# James Bree
James Bree, né le 11 décembre 1997 à Wakefield, est un footballeur anglais qui évolue au poste de défenseur au Southampton FC.

## Biographie
Formé au Barnsley FC, James Bree dispute son premier match en équipe première face lors d'une défaite 3 buts à 2 face aux Queens Park Rangers le 3 mai 2014, à l'âge de seize ans et cinq mois. Il devient alors le deuxième plus jeune joueur de Barnsley à jouer un match professionnel. Il gagne peu à peu du temps de jeu avant de devenir régulièrement titulaire lors de saison 2016-2017.
Le 25 janvier 2017, le défenseur s'engage pour quatre saisons et demie avec Aston Villa après avoir pris part à 61 matchs toutes compétitions confondues avec Barnsley.
Le 31 janvier 2019, Bree est prêté à Ipswich Town jusqu'à la fin de la saison. Il prend part à quatorze matchs avec le club de D2 anglaise avant de retrouver l'effectif d'Aston Villa.
Le 8 août 2019, il est prêté pour une saison à Luton Town.
Le 1er septembre 2020, il s'engage définitivement avec Luton Town.
Le 26 janvier 2023, il rejoint Southampton.

## Statistiques
| Saison                | Club                  | Championnat           | Championnat | Championnat | Coupe(s) nationale(s) | Coupe(s) nationale(s) | Play-offs | Play-offs | Total | Total |
| Saison                | Club                  | Division              | M.          | B.          | M.                    | B.                    | M.        | B.        | M.    | B.    |
| 2013-2014             | Barnsley FC           | Championship          | 1           | 0           | -                     | -                     | -         | -         | 1     | 0     |
| 2014-2015             | Barnsley FC           | League One            | 11          | 0           | 3                     | 0                     | -         | -         | 14    | 0     |
| 2015-2016             | Barnsley FC           | League One            | 19          | 0           | 5                     | 0                     | -         | -         | 24    | 0     |
| 2016-2017             | Barnsley FC           | Championship          | 19          | 0           | 3                     | 0                     | -         | -         | 22    | 0     |
| Sous-total            | Sous-total            | Sous-total            | 50          | 0           | 11                    | 0                     | -         | -         | 61    | 0     |
| 2016-2017             | Aston Villa           | Championship          | 7           | 0           | -                     | -                     | -         | -         | 7     | 0     |
| 2017-2018             | Aston Villa           | Championship          | 6           | 0           | 3                     | 0                     | 1         | 0         | 10    | 0     |
| 2018-2019             | Aston Villa           | Championship          | 8           | 0           | 3                     | 0                     | -         | -         | 11    | 0     |
| Sous-total            | Sous-total            | Sous-total            | 21          | 0           | 6                     | 0                     | 1         | 0         | 28    | 0     |
| 2018-2019             | Ipswich Town (prêt)   | Championship          | 14          | 0           | -                     | -                     | -         | -         | 14    | 0     |
| Sous-total            | Sous-total            | Sous-total            | 14          | 0           | -                     | -                     | -         | -         | 14    | 0     |
| 2019-2020             | Luton Town (prêt)     | Championship          | 39          | 0           | 3                     | 0                     | -         | -         | 42    | 0     |
| 2020-2021             | Luton Town            | Championship          | 24          | 1           | 3                     | 0                     | -         | -         | 27    | 1     |
| 2021-2022             | Luton Town            | Championship          | 42          | 1           | 1                     | 0                     | 2         | 0         | 45    | 1     |
| 2022-2023             | Luton Town            | Championship          | 27          | 0           | 2                     | 0                     | -         | -         | 29    | 0     |
| Sous-total            | Sous-total            | Sous-total            | 132         | 2           | 9                     | 0                     | 2         | 0         | 143   | 2     |
| 2022-2023             | Southampton FC        | Premier League        | 5           | 0           | 1                     | 0                     | -         | -         | 6     | 0     |
| 2023-2024             | Southampton FC        | Championship          | 19          | 0           | 2                     | 0                     | -         | -         | 21    | 0     |
| 2024-2025             | Southampton FC        | Premier League        | 14          | 0           | 6                     | 2                     | -         | -         | 20    | 2     |
| Sous-total            | Sous-total            | Sous-total            | 38          | 0           | 9                     | 2                     | -         | -         | 47    | 2     |
| Total sur la carrière | Total sur la carrière | Total sur la carrière | 255         | 2           | 35                    | 2                     | 3         | 0         | 293   | 4     |